# 滁州北駅
滁州北駅（じょしゅうきたえき）は中華人民共和国安徽省滁州市車站路に位置する中国国鉄上海鉄路局が管轄する駅である。

## 駅名
以前は滁州駅であったが、京滬高速鉄道の新駅の名前を滁州駅とするのに先行し、2011年6月1日に滁州北駅に改称された。

## 所属路線
- 中国国鉄
  - 京滬線：北京駅起点より1104km、上海駅終点まで359km[2]

## 駅構造
単式ホーム2面、島式ホーム1面の地上駅である。

## 利用状況
本駅は京滬線の旅客、貨物を扱う二等駅で、各種別を含め2010年1月現在、毎日87本の旅客列車が発着する。

## 歴史
- 1909年 - 建設を開始した。
- 1911年 - 開業した。

## 隣の駅
中国国鉄
京滬線
陳営駅 - 滁州北駅 - 擔子駅